# Park Chan-wook
Đây là một tên người Triều Tiên, họ là Park.
Park Chan-wook (tiếng Hàn: 박찬욱; sinh ngày 23 tháng 8 năm 1963) là một nam nhà làm phim kiêm cựu nhà phê bình điện ảnh người Hàn Quốc. Ông nổi tiếng với các bộ phim điện ảnh Khu vực an ninh chung (2000), Cơn khát (2009), Người hầu gái (2016), Quyết tâm chia tay (2022) và bộ 3 phim báo thù được gọi là The Vengeance Trilogy, bao gồm Quý ông báo thù (2002), Báo thù (2003) và Người đẹp báo thù (2005).
Ông cũng được biết đến với các bộ phim điện ảnh quốc tế Stoker (2013) và The Little Drummer Girl (2018), một bộ phim truyền hình Anh dựa trên cuốn tiểu thuyết cùng tên của John le Carré.
Các bộ phim của ông trở nên nổi tiếng về kỹ thuật quay phim và cách dàn dựng, thể loại hài đen và thường khai thác chủ đề bạo lực.

## Danh sách phim
Nguồn: Korean Movie Database

### Phim điện ảnh
| Năm  | Tên                            | Vai trò  | Vai trò   | Vai trò  |
| Năm  | Tên                            | Đạo diễn | Biên kịch | Sản xuất |
| ---- | ------------------------------ | -------- | --------- | -------- |
| 1992 | The Moon Is... the Sun's Dream | Có       | Có        | Không    |
| 1997 | Trio                           | Có       | Có        | Không    |
| 2000 | Anarchists                     | Không    | Có        | Không    |
| 2000 | Khu vực an ninh chung          | Có       | Có        | Không    |
| 2001 | The Humanist                   | Không    | Có        | Không    |
| 2002 | Quý ông báo thù                | Có       | Có        | Không    |
| 2002 | A Bizarre Love Triangle        | Không    | Có        | Không    |
| 2003 | Báo thù                        | Có       | Có        | Không    |
| 2005 | Người đẹp báo thù              | Có       | Có        | Không    |
| 2005 | Boy Goes to Heaven             | Không    | Có        | Không    |
| 2006 | I'm a Cyborg, But That's OK    | Có       | Có        | Có       |
| 2008 | Crush and Blush                | Không    | Có        | Có       |
| 2009 | Cơn khát                       | Có       | Có        | Có       |
| 2013 | Stoker                         | Có       | Không     | Không    |
| 2013 | Chuyến tàu băng giá            | Không    | Không     | Có       |
| 2016 | Người hầu gái                  | Có       | Có        | Có       |
| 2016 | Tội ác ẩn giấu                 | Không    | Có        | Không    |
| 2022 | Quyết tâm chia tay             | Có       | Có        | Có       |

### Phim truyền hình
| Năm      | Tên                     | Vai trò  | Vai trò           | Ghi chú                    |
| Năm      | Tên                     | Đạo diễn | Sản xuất          | Ghi chú                    |
| -------- | ----------------------- | -------- | ----------------- | -------------------------- |
| 2018     | The Little Drummer Girl | Có       | Độc quyền         | 6 tập                      |
| 2020–nay | Chuyến tàu băng giá     | Không    | Độc quyền         | 20 tập                     |
| 2024     | Cảm tình viên           | Có       | Giám đốc sản xuất | Đồng thời là nhà biên kịch |

### Phim ngắn
| Năm  | Tên                                   | Phân đoạn                   | Vai trò  | Vai trò   | Vai trò  |
| Năm  | Tên                                   | Phân đoạn                   | Đạo diễn | Biên kịch | Sản xuất |
| ---- | ------------------------------------- | --------------------------- | -------- | --------- | -------- |
| 1999 | Judgment                              | —                           | Có       | Có        | Có       |
| 2003 | If You Were Me                        | Never Ending Peace And Love | Có       | Có        | Không    |
| 2004 | Three... Extremes                     | Cut                         | Có       | Có        | Không    |
| 2011 | Night Fishing                         | —                           | Có       | Có        | Có       |
| 2011 | 60 Seconds of Solitude in Year Zero   | Cut                         | Có       | Có        | Không    |
| 2012 | Day Trip                              | —                           | Có       | Có        | Không    |
| 2013 | V (video âm nhạc cho Lee Jung-hyun)   | —                           | Có       | Có        | Không    |
| 2014 | A Rose Reborn (cho Ermenegildo Zegna) | —                           | Có       | Có        | Không    |
| 2017 | Decades Apart                         | —                           | Có       | Có        | Có       |
| 2022 | Life is But a Dream                   | —                           | Có       | Có        |          |

## Giải thưởng và đề cử
| Năm  | Giải thưởng                                       | Hạng mục                                                 | Đề cử                       | Kết quả      | Nguồn         |
| ---- | ------------------------------------------------- | -------------------------------------------------------- | --------------------------- | ------------ | ------------- |
| 2001 | Berlin International Film Festival                | Golden Bear                                              | Khu vực an ninh chung       | Đề cử        | [ 6 ]         |
| 2001 | Blue Dragon Film Awards                           | Phim xuất sắc nhất                                       | Khu vực an ninh chung       | Đoạt giải    |               |
| 2001 | Blue Dragon Film Awards                           | Đạo diễn xuất sắc nhất                                   | Khu vực an ninh chung       | Đoạt giải    |               |
| 2001 | Blue Ribbon Awards                                | Phim nước ngoài xuất sắc nhất                            | Khu vực an ninh chung       | Đoạt giải    |               |
| 2001 | Grand Bell Awards                                 | Phim xuất sắc nhất                                       | Khu vực an ninh chung       | Đoạt giải    |               |
| 2002 | Blue Dragon Film Awards                           | Phim xuất sắc nhất                                       | Quý ông báo thù             | Đề cử        |               |
| 2002 | Blue Dragon Film Awards                           | Đạo diễn xuất sắc nhất                                   | Quý ông báo thù             | Đề cử        |               |
| 2002 | Busan Film Critics Awards                         | Phim xuất sắc nhất                                       | Quý ông báo thù             | Đoạt giải    |               |
| 2002 | Busan Film Critics Awards                         | Đạo diễn xuất sắc nhất                                   | Quý ông báo thù             | Đoạt giải    |               |
| 2003 | Blue Dragon Film Awards                           | Phim xuất sắc nhất                                       | Báo thù                     | Đề cử        |               |
| 2003 | Blue Dragon Film Awards                           | Đạo diễn xuất sắc nhất                                   | Báo thù                     | Đoạt giải    |               |
| 2004 | British Independent Film Awards                   | Phim độc lập nước ngoài xuất sắc nhất                    | Báo thù                     | Đoạt giải    |               |
| 2004 | Grand Bell Awards                                 | Phim xuất sắc nhất                                       | Báo thù                     | Đề cử        | [ 7 ]         |
| 2004 | Grand Bell Awards                                 | Đạo diễn xuất sắc nhất                                   | Báo thù                     | Đoạt giải    | [ 7 ]         |
| 2004 | Grand Bell Awards                                 | Kịch bản chuyển thể xuất sắc nhất                        | Báo thù                     | Đề cử        | [ 7 ]         |
| 2004 | Cannes Film Festival                              | Cành cọ Vàng                                             | Báo thù                     | Đề cử        | [ 8 ]         |
| 2004 | Cannes Film Festival                              | Giải thưởng lớn                                          | Báo thù                     | Đoạt giải    | [ 8 ]         |
| 2004 | European Film Awards                              | Phim ngoài châu Âu xuất sắc nhất                         | Báo thù                     | Đề cử        | [ 9 ]         |
| 2005 | Critics' Choice Movie Awards                      | Phim ngoại ngữ xuất sắc nhất                             | Báo thù                     | Đề cử        | [ 10 ]        |
| 2005 | Austin Film Critics Association Awards            | Phim ngoại ngữ xuất sắc nhất                             | Báo thù                     | Đoạt giải    |               |
| 2005 | Blue Dragon Film Awards                           | Phim xuất sắc nhất                                       | Người đẹp báo thù           | Đoạt giải    | [ 11 ]        |
| 2005 | Blue Dragon Film Awards                           | Đạo diễn xuất sắc nhất                                   | Người đẹp báo thù           | Đề cử        | [ 11 ]        |
| 2005 | European Film Awards                              | Phim quốc tế                                             | Người đẹp báo thù           | Đề cử        | [ 12 ]        |
| 2006 | Grand Bell Awards                                 | Phim xuất sắc nhất                                       | Người đẹp báo thù           | Đề cử        | [ 13 ]        |
| 2006 | Grand Bell Awards                                 | Đạo diễn xuất sắc nhất                                   | Người đẹp báo thù           | Đề cử        | [ 13 ]        |
| 2007 | Berlin International Film Festival                | Golden Bear                                              | I'm a Cyborg, But That's OK | Đề cử        | [ 14 ]        |
| 2007 | Berlin International Film Festival                | Alfred Bauer                                             | I'm a Cyborg, But That's OK | Đoạt giải    | [ 14 ]        |
| 2009 | Saturn Awards                                     | Phim quốc tế xuất sắc nhất                               | Cơn khát                    | Đề cử        |               |
| 2009 | Blue Dragon Film Awards                           | Phim xuất sắc nhất                                       | Cơn khát                    | Đề cử        | [ 15 ]        |
| 2009 | Blue Dragon Film Awards                           | Đạo diễn xuất sắc nhất                                   | Cơn khát                    | Đề cử        | [ 15 ]        |
| 2009 | Cannes Film Festival                              | Cành cọ Vàng                                             | Cơn khát                    | Đề cử        | [ 16 ]        |
| 2009 | Cannes Film Festival                              | Giải của Ban Giám khảo                                   | Cơn khát                    | Đoạt giải    | [ 16 ]        |
| 2013 | Saturn Awards                                     | Phim quốc tế xuất sắc nhất                               | Stoker                      | Đề cử        | [ 17 ]        |
| 2016 | Austin Film Critics Association Awards            | Phim xuất sắc nhất                                       | Người hầu gái               | Đề cử        | [ 18 ]        |
| 2016 | Austin Film Critics Association Awards            | Đạo diễn xuất sắc nhất                                   | Người hầu gái               | Đề cử        | [ 18 ]        |
| 2016 | Austin Film Critics Association Awards            | Kịch bản chuyển thể xuất sắc nhất (với Jeong Seo-kyeong) | Người hầu gái               | Đề cử        | [ 18 ]        |
| 2016 | Austin Film Critics Association Awards            | Phim ngoại ngữ xuất sắc nhất                             | Người hầu gái               | Đoạt giải    | [ 18 ]        |
| 2016 | Blue Dragon Film Awards                           | Phim xuất sắc nhất                                       | Người hầu gái               | Đề cử        | [ 19 ]        |
| 2016 | Blue Dragon Film Awards                           | Đạo diễn xuất sắc nhất                                   | Người hầu gái               | Đề cử        | [ 19 ]        |
| 2016 | Boston Society of Film Critics Awards             | Phim ngoại ngữ xuất sắc nhất                             | Người hầu gái               | Đoạt giải    | [ 20 ]        |
| 2016 | Buil Film Awards                                  | Phim xuất sắc nhất                                       | Người hầu gái               | Đề cử        | [ 21 ]        |
| 2016 | Buil Film Awards                                  | Đạo diễn xuất sắc nhất                                   | Người hầu gái               | Đề cử        | [ 21 ]        |
| 2016 | Cannes Film Festival                              | Cành cọ Vàng                                             | Người hầu gái               | Đề cử        | [ 22 ]        |
| 2016 | Cannes Film Festival                              | Cành cọ Đồng tính                                        | Người hầu gái               | Đề cử        | [ 22 ]        |
| 2016 | Chicago Film Critics Association Awards           | Phim xuất sắc nhất                                       | Người hầu gái               | Đề cử        | [ 23 ]        |
| 2016 | Chicago Film Critics Association Awards           | Đạo diễn xuất sắc nhất                                   | Người hầu gái               | Đề cử        | [ 23 ]        |
| 2016 | Chicago Film Critics Association Awards           | Kịch bản chuyển thể xuất sắc nhất (với Jeong Seo-kyeong) | Người hầu gái               | Đoạt giải    | [ 23 ]        |
| 2016 | Chicago Film Critics Association Awards           | Phim ngoại ngữ xuất sắc nhất                             | Người hầu gái               | Đoạt giải    | [ 23 ]        |
| 2016 | Critics' Choice Awards                            | Phim ngoại ngữ xuất sắc nhất                             | Người hầu gái               | Đề cử        | [ 24 ]        |
| 2016 | Dallas–Fort Worth Film Critics Association Awards | Phim ngoại ngữ xuất sắc nhất                             | Người hầu gái               | Đoạt giải    | [ 25 ]        |
| 2016 | Houston Film Critics Society                      | Phim xuất sắc nhất                                       | Người hầu gái               | Đề cử        | [ 26 ]        |
| 2016 | Houston Film Critics Society                      | Phim ngoại ngữ xuất sắc nhất                             | Người hầu gái               | Đoạt giải    | [ 26 ]        |
| 2016 | Los Angeles Film Critics Association Awards       | Phim ngoại ngữ xuất sắc nhất                             | Người hầu gái               | Đoạt giải    | [ 27 ]        |
| 2016 | National Society of Film Critics                  | Phim ngoại ngữ xuất sắc nhất                             | Người hầu gái               | Á quân       | [ 28 ]        |
| 2016 | Online Film Critics Society                       | Phim xuất sắc nhất                                       | Người hầu gái               | Đề cử        | [ 29 ]        |
| 2016 | Online Film Critics Society                       | Phim ngoại ngữ xuất sắc nhất                             | Người hầu gái               | Đoạt giải    | [ 29 ]        |
| 2016 | San Diego Film Critics Society                    | Phim ngoại ngữ xuất sắc nhất                             | Người hầu gái               | Đề cử        | [ 30 ] [ 31 ] |
| 2016 | San Francisco Film Critics Circle                 | Kịch bản chuyển thể xuất sắc nhất (với Chung Seo-kyung)  | Người hầu gái               | Đề cử        | [ 32 ]        |
| 2016 | San Francisco Film Critics Circle                 | Phim ngoại ngữ xuất sắc nhất                             | Người hầu gái               | Đoạt giải    | [ 32 ]        |
| 2016 | St. Louis Gateway Film Critics Association        | Phim ngoại ngữ xuất sắc nhất                             | Người hầu gái               | Á quân       | [ 33 ]        |
| 2016 | Toronto Film Critics Association                  | Phim ngoại ngữ xuất sắc nhất                             | Người hầu gái               | Á quân       | [ 34 ]        |
| 2016 | Vancouver Film Critics Circle                     | Phim ngoại ngữ xuất sắc nhất                             | Người hầu gái               | Đề cử        | [ 35 ]        |
| 2016 | Washington D.C. Area Film Critics Association     | Phim ngoại ngữ xuất sắc nhất                             | Người hầu gái               | Đề cử        | [ 36 ]        |
| 2017 | Asian Film Awards                                 | Kịch bản xuất sắc nhất (với Chung Seo-kyung)             | Người hầu gái               | Đề cử        | [ 37 ]        |
| 2017 | Baeksang Arts Awards                              | Daesang                                                  | Người hầu gái               | Đoạt giải    | [ 38 ] [ 39 ] |
| 2017 | Baeksang Arts Awards                              | Phim xuất sắc nhất                                       | Người hầu gái               | Đề cử        | [ 38 ] [ 39 ] |
| 2017 | Baeksang Arts Awards                              | Đạo diễn xuất sắc nhất                                   | Người hầu gái               | Đề cử        | [ 38 ] [ 39 ] |
| 2017 | Baeksang Arts Awards                              | Kịch bản xuất sắc nhất (với Chung Seo-kyung)             | Người hầu gái               | Đề cử        | [ 38 ] [ 39 ] |
| 2017 | Satellite Awards                                  | Phim ngoại ngữ xuất sắc nhất                             | Người hầu gái               | Đề cử        | [ 40 ]        |
| 2017 | Saturn Awards                                     | Phim quốc tế xuất sắc nhất                               | Người hầu gái               | Đoạt giải    | [ 41 ]        |
| 2018 | British Academy Film Awards                       | Phim ngoài tiếng Anh xuất sắc nhất                       | Người hầu gái               | Đoạt giải    | [ 42 ]        |
| 2022 | Cannes Film Festival                              | Cành cọ Vàng                                             | Quyết tâm chia tay          | Đề cử        | [ 43 ] [ 44 ] |
| 2022 | Cannes Film Festival                              | Đạo diễn xuất sắc nhất                                   | Quyết tâm chia tay          | Đoạt giải    | [ 43 ] [ 44 ] |
| 2022 | Chunsa Film Art Awards                            | Đạo diễn xuất sắc nhất                                   | Quyết tâm chia tay          | Chưa công bố | [ 45 ]        |